# اکمل خان
اکمل خان مشهور به اکمل (زاده ۱۱ نوامبر ۱۹۲۹، لاهور، پاکستان، درگذشت ۱۱ ژوئن ۱۹۶۷) یک بازیگر فیلم و خواننده اهل پاکستان بود.

## اوایل زندگی
با نام تولد محمدآصف خان در ۱۱ نوامبر ۱۹۲۹، در شهرستان باروی قدیمی لاهور زاده شد.